# Diócesis de Punto Fijo
La diócesis de Punto Fijo (en latín: Dioecesis Punctifixensis) es una circunscripción eclesiástica de la Iglesia católica en Venezuela. Se trata de una diócesis latina, sufragánea de la arquidiócesis de Coro. Desde el 12 de julio de 2023 su obispo es Luis Enrique Rojas Ruiz.

## Territorio y organización
La diócesis tiene 3405 km² y extiende su jurisdicción sobre los fieles católicos de rito latino residentes en los 3 municipios del estado Falcón que constituyen la península de Paraguaná: Carirubana, Falcón y Los Taques.
La sede de la diócesis se encuentra en Punto Fijo, en donde se halla la Catedral de Nuestra Señora de Coromoto.
En 2021 en la diócesis existían 26 parroquias agrupadas en 5 zonas pastorales.

## Historia
La diócesis fue erigida el 12 de julio de 1997 mediante la bula Ad melius prospiciendum del papa Juan Pablo II, obteniendo el territorio de la diócesis de Coro (hoy arquidiócesis). El primer obispo fue Juan María Leonardi Villasmil, quien tomó posesión de la nueva sede episcopal el 30 de agosto de 1997 hasta su enfermedad en 2014. 
Originalmente sufragánea de la arquidiócesis de Maracaibo, el 23 de noviembre de 1998 pasó a formar parte de la provincia eclesiástica de Coro.
El 13 de septiembre de 2012 la Congregación para el Culto Divino y la Disciplina de los Sacramentos mediante un decreto confirmó a Nuestra Señora de Coromoto como patrona principal de la diócesis.
El 4 de junio del 2016 el papa Francisco nombró a Carlos Cabezas como obispo de Punto Fijo, tomando posesión el 14 de agosto de 2016.

## Estadísticas
Según el Anuario Pontificio 2022 la diócesis tenía a fines de 2021 un total de 315 740 fieles bautizados.
| Año                                                                             | Población            | Población | Población      | Sacerdotes | Sacerdotes    | Sacerdotes    | Bautizados por sacerdote | Diáconos permanentes | Religiosos | Religiosos | Parroquias |
| Año                                                                             | Bautizados católicos | Total     | % de católicos | Total      | Clero secular | Clero regular | Bautizados por sacerdote | Diáconos permanentes | Varones    | Mujeres    | Parroquias |
| ------------------------------------------------------------------------------- | -------------------- | --------- | -------------- | ---------- | ------------- | ------------- | ------------------------ | -------------------- | ---------- | ---------- | ---------- |
| 1999                                                                            | 298 000              | 314 000   | 94.9           | 20         | 13            | 7             | 14 900                   | 2                    | 8          | 20         | 21         |
| 2000                                                                            | 306 000              | 322 000   | 95.0           | 17         | 12            | 5             | 18 000                   | 2                    | 5          | 25         | 18         |
| 2001                                                                            | 480 000              | 505 764   | 94.9           | 20         | 14            | 6             | 24 000                   | 2                    | 10         | 28         | 19         |
| 2002                                                                            | 241 000              | 254 578   | 94.7           | 20         | 14            | 6             | 12 050                   | 2                    | 10         | 31         | 21         |
| 2003                                                                            | 251 000              | 265 632   | 94.5           | 23         | 16            | 7             | 10 913                   | 2                    | 14         | 30         | 19         |
| 2004                                                                            | 252 954              | 267 700   | 94.5           | 21         | 15            | 6             | 12 045                   | 2                    | 9          | 30         | 19         |
| 2010                                                                            | 273 000              | 294 000   | 92.9           | 21         | 15            | 6             | 13 000                   | 2                    | 10         | 28         | 19         |
| 2013                                                                            | 285 000              | 308 000   | 92.5           | 26         | 17            | 9             | 10 961                   | 2                    | 11         | 15         | 20         |
| 2016                                                                            | 297 016              | 320 331   | 92.7           | 30         | 18            | 12            | 9900                     | 1                    | 12         | 15         | 21         |
| 2019                                                                            | 308 720              | 332 940   | 92.7           | 34         | 23            | 11            | 9080                     |                      | 11         | 16         | 23         |
| 2021                                                                            | 315 740              | 341 000   | 92.6           | 34         | 22            | 12            | 9286                     | 1                    | 12         | 16         | 26         |
| Fuente: Catholic-Hierarchy, que a su vez toma los datos del Anuario Pontificio. |                      |           |                |            |               |               |                          |                      |            |            |            |

## Episcopologio

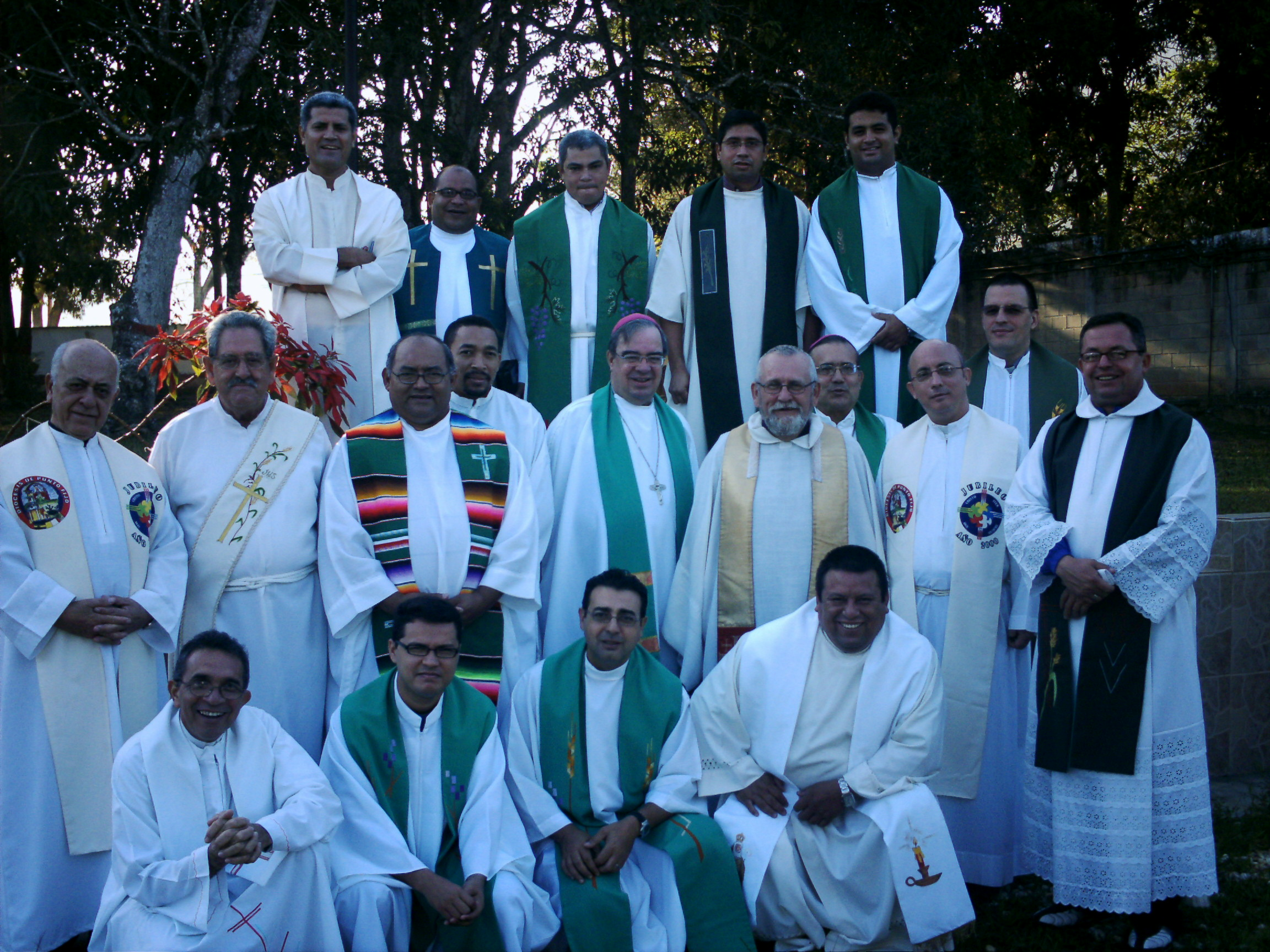
El obispo Juan M. Leonardi con sacerdotes y diáconos de la diócesis de Punto Fijo

- Juan María Leonardi Villasmil † (12 de julio de 1997-7 de junio de 2014 falleció)[nota 1]
- Carlos Alfredo Cabezas Mendoza (4 de junio de 2016-8 de diciembre de 2022 nombrado obispo de Ciudad Guayana)
- Luis Enrique Rojas Ruiz, desde el 12 de julio de 2023